# Hernieuwde Progressieve Partij
De Hernieuwde Progressieve Partij (HPP), opgericht als de Hindostaanse Politieke Partij, was een Surinaamse politieke partij. Ze leverde parlementsleden en ministers in de jaren 1970 en 1990. Sinds de verkiezingen van 2000 heeft de partij geen rol van betekenis meer gespeeld.

## Geschiedenis

### 1973: Hindostaanse Politieke Partij
De HHP werd in juni 1973 opgericht als Hindostaanse Politieke Partij met het doel om de 'etnische en maatschappelijke barrière' te doorbreken. De partij nam deel aan de verkiezingen van 1973 en bleef steken op 3121 stemmen, wat te weinig was voor een zetel. De voorzitter was Jaipersad Sohansingh en de penningmeester zijn zoon Robby Sohansingh, in 1982 een van de slachtoffers van de Decembermoorden tijdens het militaire regime van Desi Bouterse. Andere partijleiders waren Pannalal Parmessar en daarna Harry Kisoensingh. De partij had een zon als symbool, als uitbeelding van de bron van levensenergie op aarde. De zon werd afgebeeld in een vlag die bestond uit een rode driehoek met de punt naar rechts.

### 1976: Hernieuwde Progressieve Partij
In 1976 werd de naam van de partij gewijzigd in Hernieuwde Progressieve Partij, waarbij de afkorting HPP overeind bleef. In juli van dat jaar sloot George Hindori zich aan bij de partij en in 1977 volgde Harry Hirasingh van Actiegroep, een afsplitsing uit de jaren 1960 van de Verenigde Hindostaanse Partij (VHP). Tijdens de verkiezingen van 1977 maakte de HPP deel uit van de Nationale Partij Kombinatie (NPK), met verder de NPS, PSV en KTPI, en trad met een zetel voor Hindori toe tot het parlement. Daarnaast leverde ze twee ministers. Zijn bleven aan tot de staatsgreep van Bouterse op 25 februari 1980 een eind bracht aan de democratie.

### 1991-2000
In 1991 was de HPP een van de deelnemers aan Democratisch Alternatief '91, dat aanvankelijk opgericht werd als alliantie van partijen. Binnen de alliantie behaalde de HPP drie van de negen zetels tijdens de verkiezingen van dat jaar. Tijdens de verkiezingen van 1995 sloot de HPP zich aan bij de Alliantie. Daarna nam ze deel aan het kabinet-Wijdenbosch II, maar stapte hier in 1997 vervroegd uit. Daarna besloot de partij op zelfstandige titel mee te doen aan de verkiezingen van 2000, maar wist die keer geen zetel te verwerven.

### UPS
In 2004 ging de HPP de samenwerking aan binnen de Unie van Progressieve Surinamers (UPS). In dit verband, noch binnen de gelederen van de VolksAlliantie van 2010, wist de partij terug te komen in het parlement. In juli 2013 werd de UPS opgeheven en ging een deel van de leden onder leiding van Henry Ori op in de VHP.